# グナエウス・ドミティウス・カルウィヌス (紀元前332年の執政官)
グナエウス・ドミティウス・カルウィヌス（ラテン語: Gnaeus Domitius Calvinus、生没年不詳）は紀元前4世紀の共和政ローマの政務官。紀元前332年に執政官（コンスル）を務めた。

## 出自
プレプスであるドミティウス氏族の出身。父のプラエノーメン（第一名、個人名）もグナエウスである。ドミティウス氏族としては最初の執政官であり、歴史に最初に登場する人物である。紀元前283年の執政官グナエウス・ドミティウス・カルウィヌス・マクシムスは息子である。

## 経歴
紀元前332年、カルウィヌスは執政官に就任、同僚執政官はパトリキ（貴族）であるアウルス・コルネリウス・コッスス・アルウィナであった。前年は独裁官（ディクタトル）の年で、プブリウス・コルネリウス・ルフィヌスが務めていたが、選出に不備があるとされ退任し、リウィウスによれば、インテルレクス（期間5日間の最高責任者）の一人、マルクス・ウァレリウス・コルウスが執政官選挙を実施している。
この年、エピロス王アレクサンドロス1世との間に講和条約が結ばれている。またガリア人の侵入の噂が流れたため、独裁官としてマルクス・パピリウス・クラッススが任命され、プブリウス・ウァレリウス・プブリコラがマギステル・エクィトゥム（騎兵長官）に指名されたものの、これは誤報であり、戦闘には至らなかった。カルウィヌスに関し、これ以外のことは不明である。

## 参考資料
- リウィウス『ローマ建国史』。
- T. R. S. Broughton (1951). The Magistrates of the Roman Republic Vol.1. American Philological Association